# Куксыр
Куксыр — река в России, протекает по Куюргазинскому району Башкортостана.
Начинается южнее деревни Канчура. Впадает в Мелеуз с правой стороны юго-восточнее деревни Маломусино. Длина реки составляет 11 км.

## Данные водного реестра
По данным государственного водного реестра России относится к Камскому бассейновому округу, водохозяйственный участок реки — Белая от Юмагузинского гидроузла до города Салавата, без реки Нугуш (от истока до Нугушского гидроузла), речной подбассейн реки — Белая. Речной бассейн реки — Кама.
Код объекта в государственном водном реестре — 10010200412111100017742.